# ديفيد إيمرسون (سياسي)
ديفيد إيمرسون هو دبلوماسي واقتصادي وسياسي كندي، ولد في 17 سبتمبر 1945 في مونتريال في كندا. حزبياً، نشط في حزب المحافظين الكندي والحزب الليبرالي الكندي. وقد انتخب وزير الابتكار والعلوم والصناعة (كندا) وانتخب وزير الشؤون الخارجية وانتخب عضو مجلس العموم الكندي.